# 242 Kriemhild
Kriemhild (định danh hành tinh vi hình: 242 Kriemhild) là một tiểu hành tinh ở vành đai chính. Ngày 22 tháng 9 năm 1884, nhà thiên văn học người Áo Johann Palisa phát hiện tiểu hành tinh Kriemhild khi ông thực hiện quan sát ở Viên và đặt tên nó theo tên Kriemhild, một công chúa thần thoại trong tà giáo German, bởi Moriz von Kuffner, nhà công nghiệp thành Wien và là người bảo trợ thiên văn học.